# Thripadectes flammulatus
A Thripadectes flammulatus a madarak (Aves) osztályának verébalakúak (Passeriformes) rendjébe és a fazekasmadár-félék (Furnariidae) családjába tartozó faj.

## Rendszerezése
A fajt Thomas Campbell Eyton angol ornitológus írta le 1849-ben, az Anabates nembe Anabates flammulatus néven.

## Alfajai
- Thripadectes flammulatus bricenoi Berlepsch, 1907
- Thripadectes flammulatus flammulatus (Eyton, 1849)[2]

## Előfordulása
Dél-Amerika északnyugati részén, az Andokban, Ecuador, Kolumbia, Peru és Venezuela területén honos. Természetes élőhelyei a szubtrópusi vagy trópusi hegyi esőerdők. Állandó, nem vonuló faj.

## Megjelenése
Testhossza 25 centiméter, testtömege 50-62 gramm.
|  |

## Életmódja
Ízeltlábúakkal és kisebb gerincesekkel táplálkozik.

## Természetvédelmi helyzete
Az elterjedési területe nagyon nagy, egyedszáma pedig stabil. A Természetvédelmi Világszövetség Vörös listáján nem fenyegetett fajként szerepel.